# Sverre Nypan
Sverre Nypan, né le 19 décembre 2006 à Trondheim en Norvège, est un footballeur norvégien qui joue au poste de milieu offensif au Middlesbrough FC, en prêt de Manchester City.

## Biographie

### Carrière en club
Né à Trondheim en Norvège, Sverre Nypan est formé par le Rosenborg BK, où il signe son premier contrat professionnel en janvier 2022,. Il s'entraine alors déjà avec l'équipe première depuis ses 14 ans.
Il commence sa carrière professionnelle en championnat de Norvège, jouant son premier match avec l'équipe première du club le 6 novembre 2022, titularisé pour un match de championnat contre Jerv. Il devient alors le plus jeune joueur à porter le maillot de son club,,. L'année suivante il devient également le plus jeune buteur de l'histoire du club de Trondheim,,,.
Malgré une saison 2023 particulièrement difficile pour le club le plus titré du pays avec 26 titres de champion et 12 Coupes de Norvège, Nypan devient un des leadeurs de son équipe à seulement 16 ans, dans les compétitions domestiques, tout comme en  qualification pour la Ligue Europa Conférence,,.
Il est alors annoncé dans le viseurs de plusieurs grands club européens, notamment Manchester United, dont il déclare être un supporteur,,,,.

### Carrière en sélection
International norvégien dès les moins de 15 ans dès 2022, Sverre Nypan joue ensuite dans toutes les catégories de jeunes, jusqu'à être convoqué pour la première fois avec l'équipe de Norvège des moins de 19 ans en 2023. Il s'y impose comme titulaire à seulement 16 ans, en étant régulièrement décisif dans les qualifications à l'Euro U19.

## Style de jeu
Décrit comme un milieu de terrain avec une très bonne technique et vision du jeu, en plus de briller dans la conservation du ballon, Sverre Nypan est comparé à des joueurs comme Martin Ødegaard et Frenkie de Jong lors de son ascension en Norvège,,,,,.